# Per Falk (jurist)
Per Falk född den 21 februari 1933 är en svensk docent i juridik.
Falk är född och uppvuxen i Lund och har varit domare, föreläsare och folkbildare. Han disputerade 1976 på en avhandling  om internationell straffrätt, där han utredde frågan vilka straffstadganden i svensk rätt som är möjliga att åtala i Sverige när brottet är förövat utomlands. Avhandlingen ger också en kort presentation av den internationella straffrätten som blivit mer betydelsefull med ökande kontakter över gränser och ökande behov av straffrättsligt samarbete emellan olika länder.
Han var på 1990-talet docent vid Umeå universitet vid den Rättsvetenskapliga institutionen, Center för EG-rätt, med forskningsområden som "Lagstiftning i Polen, Sverige och EG", "Regionalpolitik och EG" med mera.
Falk har medverkat i flera läroböcker i juridik som utkommit i många upplagor, samt gett ut flera böcker om internationell rätt i samband med Sveriges inträde i EU på 1990-talet.